# Nutrien
Nutrien is het resultaat van een fusie van de Canadese bedrijven PotashCorp en Agrium. Het is de grootste producent van potas ter wereld. Het heeft een eigen netwerk van 2000 winkels en telt 25.500 medewerkers.

## Activiteiten
Nutrien is een grote producent van kunstmest en grondstoffen voor kunstmest. Op jaarbasis produceert het een totaal van 20 miljoen ton potas, stikstof en fosfaat. In Saskatchewan heeft het zes mijnen waar zo'n 20 miljoen ton potas op jaarbasis wordt gewonnen. Het is de grootste producent van potas met een wereldwijd marktaandeel van 20%. Voor de productie van stikstof, met aardgas als belangrijke grondstof, heeft het fabrieken in Canada, de Verenigde Staten en Trinidad & Tobago. De fosfaatactiviteiten vinden allemaal plaats in de Verenigde Staten.
Het overgrote deel wordt geleverd aan de agrarische sector, maar de industrie is ook een afnemer. Het beschikt over diverse verkoopkanalen, maar een belangrijk onderdeel is een eigen netwerk van winkels waar direct aan de klant wordt geleverd. De winkels dragen zo’n US$ 18 miljard aan de omzet bij en hier werken ongeveer 17.000 mensen.

### Resultaten
| Jaar | Omzet           | Bedrijfs- resultaat | Netto- resultaat | Werknemers (jaareinde) |
| Jaar | (× US$ miljoen) | (× US$ miljoen)     | (× US$ miljoen)  | Werknemers (jaareinde) |
| ---- | --------------- | ------------------- | ---------------- | ---------------------- |
| 2018 | 19.636          | 414                 | −31              | 20.300                 |
| 2019 | 20.084          | 1862                | 992              | 22.300                 |
| 2020 | 20.908          | 902                 | 459              | 23.100                 |
| 2021 | 27.712          | 4781                | 3179             | 23.500                 |
| 2022 | 37.884          | 10.809              | 7687             | 24.700                 |
| 2023 | 29.056          | 2745                | 1282             | 25.900                 |
| 2024 | 25.972          | 1856                | 700              | 25.500                 |

## Geschiedenis
In september 2016 maakten Potash Corporation of Saskatchewan Inc. en Agrium Inc. hun fusieplannen bekend. Ze lijden onder de lage kunstmestprijzen die een verdere kostenreductie noodzakelijk maakt hetgeen te bereiken is door de activiteiten te bundelen. De combinatie gaat verder onder de naam Nutrien. De transactie zou oorspronkelijk medio 2017 worden afgerond, maar toestemming van de toezichthouders duurde langer dan verwacht. De Amerikaanse Federal Trade Commission (FTC) gaf pas in december 2017 toestemming. Op 1 januari 2018 was de fusie een feit. De oud-aandeelhouders van PotashCorp kregen 52% van de aandelen Nutrien en de Agrium aandeelhouders de resterende 48%. Nutrien is gevestigd in Saskatoon, het voormalige hoofdkantoor van PotashCorp, maar het zal hoofdkantoor behouden in Calgary in het oude bestuurscentrum van Agrium.
In december 2018 verkocht Nutrien een aandelenbelang van 24% in het Chileense mijnbouwbedrijf Sociedad Química y Minera de Chile (SQM). De koper is Tianqi Lithium die US$ 4,1 miljard heeft betaald. De verkoop was een vereiste van de Chinese en Indiase toezichthouders.
In februari 2019 kondigde Nutrien de overname aan van de Australische winkelketen RuralCo. Deze overname werd op 1 oktober 2019 afgerond, waarna het beursgenoteerde Ruralco van de beurs werd gehaald. Na deze overname heeft Nutrien zo’n 650 verkooppunten in heel Australië. RuralCo was het resultaat van een fusie in 2006 van Combined Rural Traders en Roberts Limite. Ruralco en zijn voorgangers waren al meer dan 150 jaar actief voor de overname door Nutrien.